# Friedrich Christian von Boye
Friedrich Christian von Boye (* 13. Juli 1718; † 5. Mai 1796 in Schleswig) war ein schleswig-holsteinischer Jurist, zuletzt Vizekanzler am Obergericht Gottorf.

## Leben
Friedrich Christian von Boye entstammte einer ursprünglich mecklenburgischen Familie. Er war ein Sohn von Christian Adolph Boye († 1758), der 1710 als Legationssekretär in dänische Dienst getreten war und bis zum Konferenzrat und Vizekanzler im Herzogtum Schleswig aufstieg, und dessen Frau Cordula Marie, geb. von Stralenberg (1700–1774).
Nach beendetem Studium der Rechtswissenschaften trat er wie sein Vater in den dänischen Verwaltungs- und Justizdienst. Zunächst Advokat, wurde er bald Kanzleirat am Obergericht Gottorf. 1754 vertrat er als solcher im Nordstrander Kirchenstreit die Hauptpartizipanten und ihr Recht auf Pastorenwahl. 1755 wurde er Justizrat, 1767 Obergerichtsrat und 1768 Etatsrat.
Mit Diplom vom 22. September 1771 erhielt er für sich und seine Nachkommen den Reichsadelsstand. 1775 wurde er zum Konferenzrat ernannt. Am 22. Mai 1776 erhielt er das dänische Naturalisations-Patent. Seit 1793 Vizekanzler des Obergerichts, nahm er 1795 seinen Abschied mit dem Charakter als Kanzler. Er starb im folgenden Jahr an Entkräftung und wurde im Schleswiger Dom beigesetzt.
In erster Ehe war er verheiratet mit Justina Elisabeth, geb. Carstens (1720–1779), einer Tochter des Konferenzrats und Landvogts in Bredstedt Nicolaus Gotthard Carstens. In zweiter Ehe heiratete er 1771 die Witwe Charlotte Augusta, geb. von Brockdorff (1738–1779), eine Tochter des Majors Henrik von Brockdorff auf Visselbjerg und Witwe des Landrats Hans Adolf von Brockdorff (1706–1761) auf Osterrade.
Aus der zweiten Ehe hatte er eine Tochter, Cordelia Maria Charlotte von Boye/Boije (1774–1841). Sie heiratete in erster Ehe Magnus von Wedderkop und in zweiter Ehe Pehr Gustaf Cederschjöld.
Ebenfalls aus dieser Ehe stammte ein Sohn Christian (* 1775). Dieser starb jedoch schon in seinem ersten Lebensjahr, so dass das Adelsgeschlecht im Mannesstamm ausstarb.

## Auszeichnungen
- Titel Konferenzrat
- Dannebrogorden, Ritter

## Werke
- Factum & Deductio abseiten des Herrn Canzeley-Rahts Christian Friderich Boye/ Pater M. M. Maeß und der Cornet Quirinus Franciscus Schlosser: vor sich, und in Vollmacht der Römisch-Catholischen, als mehresten Haupt-Participanten der Insul Nordstrand, Kläger, Citanten und Imploranten, entgegen dem Staller A. C. Ernsthuys, dem Rahtmann Lam. Judocus Claessemb v. Vreden und Barthol. von der Linden/ ... In Puncto unbefugter Weis angefochtener Wahl eines berufenen Predigers, ... im Jahr 1754 Junii. Flensburg: Serringhausen 1758 (VD18 13428225 Digitalisat)